# 甘圩镇
甘圩镇，是中华人民共和国广西壮族自治区南宁市武鸣区下辖的一个乡镇级行政单位。

## 行政区划
甘圩镇下辖以下地区：
甘圩社区、达洞村、赖坡村、唐历村和定黎村。